# Pierre Deladonchamps
Pierre Lefèbvre de Ladonchamps, ayant pour nom de scène Pierre Deladonchamps, né le 1er juin 1978 à Nancy, est un acteur français.
En 2014, il reçoit le César du meilleur espoir masculin pour L'Inconnu du lac.

## Biographie
Après un bac littéraire, il envisage d'abord d'intégrer une école de commerce. Il s'inscrit ensuite aux cours de Sandrine Gironde à la MJC du Haut-du-Lièvre à Nancy, puis intègre Form'action, une école de théâtre dirigée par le metteur en scène Hervé Breuil. Il intègre ensuite le Cours Florent en 2001 et s'installe à Paris. Il obtient quelques rôles dans des séries télévisées mais choisit de rentrer en Lorraine en 2010 au moment de la naissance de sa fille.[réf. nécessaire]
En 2014, il remporte le César du meilleur espoir masculin pour le rôle de Franck dans L'Inconnu du lac d'Alain Guiraudie. En 2017, il est nommé au César du meilleur acteur pour son rôle de Mathieu dans Le Fils de Jean de Philippe Lioret.
Le 19 décembre 2018, plus de 70 célébrités se mobilisent à l'appel de l'association Urgence Homophobie. Deladonchamps est l'une d'elles et apparaît dans le clip de la chanson De l'amour.
En 2023, il incarne dans La Syndicaliste le rôle difficile de l'adjudant-chef Brémont, qui tente de faire avouer Maureen Kearney, lanceuse d'alerte sur les manœuvres politico-économiques mettant en danger son entreprise, qui fut victime d'un viol avec actes de barbarie à son domicile en décembre 2012,, qu'elle est accusée, à tort, d'avoir inventé. Le film a fait l'objet d'un débat avec la Maison des lanceurs d'alerte et les cadres CFDT d'Areva.
Il est membre du collectif 50/50 qui a pour but de promouvoir l’égalité des femmes et des hommes et la diversité dans le cinéma et l’audiovisuel,.

### Vie privée
Il est le père de deux enfants, dont l'aînée est une fille.

## Filmographie

### Cinéma
- 2008 : Skate or Die de Miguel Courtois : un policier en rollers
- 2013 : L'Inconnu du lac d'Alain Guiraudie : Franck
- 2014 : All-Round Appraiser Q: The Eyes of Mona Lisa de Shinsuke Sato
- 2015 : Une enfance de Philippe Claudel : Duke
- 2016 : House of Time de Jonathan Helpert : Louis Legarec
- 2016 : Éternité de Trần Anh Hùng : Charles
- 2016 : Le Fils de Jean de Philippe Lioret : Mathieu
- 2017 : Nos années folles d'André Téchiné : Paul Grappe
- 2017 : Nos patriotes de Gabriel Le Bomin : Baptiste (nom de résistant : Félix)
- 2018 : Photo de famille de Cécilia Rouaud : Mao
- 2018 : Plaire, aimer et courir vite de Christophe Honoré : Jacques
- 2018 : Les Chatouilles d'Andréa Bescond et Éric Métayer : Gilbert Miguié
- 2018 : Le vent tourne de Bettina Oberli : Alex
- 2019 : Notre dame de Valérie Donzelli : Bacchus
- 2020 : Vaurien de Peter Dourountzis : Djé
- 2021 : Madame Claude de Sylvie Verheyde : Serge
- 2021 : Eiffel de Martin Bourboulon : Antoine de Restac
- 2022 : Petite Leçon d'amour d'Ève Deboise : Pierre
- 2022 : La Page blanche de Murielle Magellan : Moby Dick
- 2022 : Reprise en main de Gilles Perret : Cédric
- 2022 : Vous n'aurez pas ma haine de Kilian Riedhof : Antoine Leiris
- 2023 : La Syndicaliste de Jean-Paul Salomé : Adjudant-Chef Brémont
- 2023 : Hawaii de Mélissa Drigeard : Anton
- 2023 : Flo de Géraldine Danon : Jean-Marie Arthaud
- 2023 : Ma France à moi de Benoît Cohen : Joseph
- 2024 : Le Procès du chien de Lætitia Dosch : Jérôme
- 2026 : LOL 2.0 de Lisa Azuelos

### Télévision

#### Téléfilms
- 2009 : Louise Michel de Sólveig Anspach : Henri Bauer
- 2011 : L'Amour en jeu de Jean-Marc Seban : Stan

#### Séries télévisées
- 2003 : Famille d'accueil (saison 3, épisode 2) : Stan
- 2008 : Nicolas Le Floch (L'Homme au ventre de plomb) : Jean de Langremont
- 2008 : Engrenages (saison 2, épisode 4) : Boussac
- 2008 : Sœur Thérèse.com (saison 7, épisode 15) : Martial Zeller
- 2009 : Central Nuit (saison 7, épisode 3) : Rachid, l'infirmier
- 2010 : Joséphine, ange gardien (saison 12, épisode 10) : Le chevalier de Montaigu
- 2010 : RIS police scientifique (saison 6, épisode 7) : Cédric Roussel
- 2016 : Trepalium (6 épisodes) : Ruben Garcia
- 2019 : Mouche de Jeanne Herry : Adrien
- 2020 : Romance d'Hervé Hadmar : Jérémy
- 2021 : Mixte : Paul Bellanger
- 2024 : La Maison : Victor Ledu

### Podcast
- 2019 : Projet Orloff : Mathieu Fouché

## Théâtre
- 2009 : L'inspecteur Whaff de Tom Stoppard, mise en scène Jean-Luc Revol, Théâtre Tristan Bernard
- 2022 : Les Amants de la Commune de Laurent Seksik, mise en scène Géraldine Martineau, théâtre Antoine

## Distinctions

### Décoration
- 2015 :  Chevalier de l'ordre des Arts et des Lettres

### Récompense
- César 2014 : César du meilleur espoir masculin pour L'Inconnu du lac

### Nomination
- César 2017 : César du meilleur acteur pour Le Fils de Jean